# Montevecchio
 (novembre 2016).
Si vous disposez d'ouvrages ou d'articles de référence ou si vous connaissez des sites web de qualité traitant du thème abordé ici, merci de compléter l'article en donnant les références utiles à sa vérifiabilité et en les liant à la section « Notes et références ».

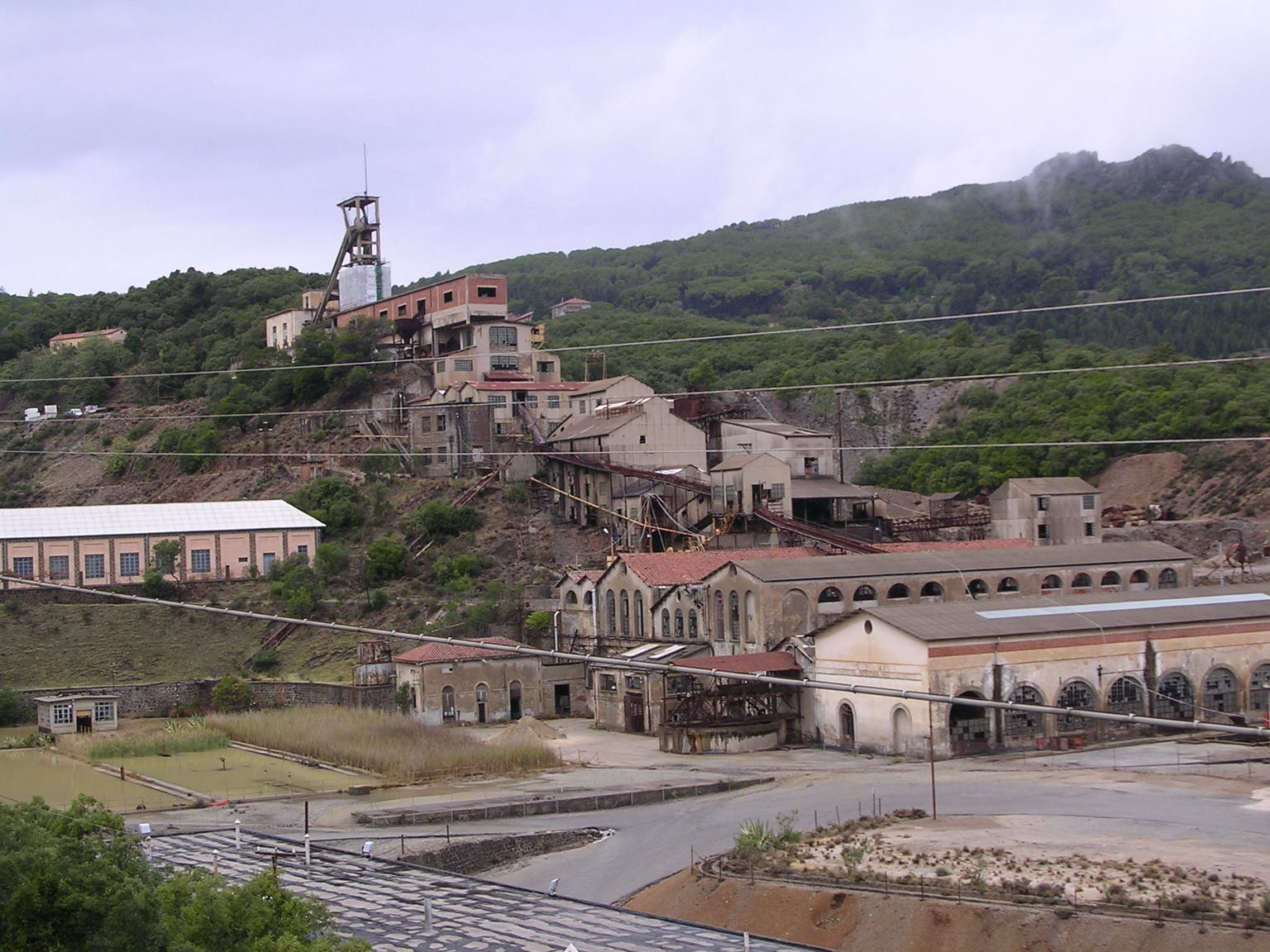
Les installations de Montevecchio en 2006.

Montevecchio est un complexe minier situé dans la province du Sud-Sardaigne sur le territoire des communes de Guspini et Arbus (Italie). La localité, également connue sous le nom de Gennas Sérapis, est une frazione de la commune de Guspini.

## Historique
Le sous-sol de Montevecchio fut exploité de la période antique jusqu'en 1991,  produisant essentiellement du plomb, de l'argent et du zinc.
Officiellement, la fermeture des puits fut le fait de l'épuisement des gisements. En fait, le motif réel de la fermeture de la mine semble plutôt être le désir de mettre fin à l'agitation politique engendrée par l'exploitation des ouvriers. Une marche populaire nommée « la marcia dei 5000 » (la marche des 5000) fit prendre conscience de ce problème social sur l'exploitation des travailleurs.

## Tourisme minier
Montevecchio dispose de plusieurs sites relevant de l'archéologie industrielle et témoignant de l'exploitation minière.
Elle fait partie du parc géo-minier historique et environnemental de la Sardaigne, inclus dans le réseau Geo-Parcs Unesco.